# Bibliothekswesen in Jamaika
Das Bibliothekswesen Jamaikas entstand am Ende des 19. Jahrhunderts, als erste öffentliche Einrichtungen gegründet wurde, die auch der breiten Bevölkerung zugänglich waren. Heute wird das Bibliothekswesen von zwei Organisationen bestimmt, der Nationalbibliothek und dem Jamaica Library Service.

## Geschichte

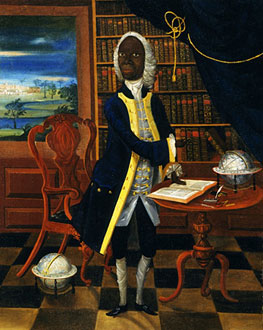
Francis Williams in der Bibliothek in Spanish Town um 1740

Unter spanischer Herrschaft war die Kolonialisierung in Jamaika nicht weit fortgeschritten. Erst nach der Eroberung durch England 1650 entstanden in den nun wachsenden Städten erste kleine Bibliotheken. Diese sammelten in der Regel englische Literatur und waren für die Bevölkerung nicht zugänglich. Mit der Gründung des Institute of Jamaica 1879 entstand die erste öffentliche Bibliothek. Aus ihr ging 1894 die West India Reference Library hervor, deren Aufgabe erstmals auch die Sammlung einheimischer Literatur umfasste. 1979 ging aus ihr die bis heute bestehende Nationalbibliothek hervor.
Um möglichst großen Teilen der Bevölkerung Zugang zu Literatur zu ermöglichen, wurde 1949 eine ergänzende Organisation, der Jamaica Library Service, gegründet. Aufgabe ist der Aufbau eines flächendeckenden Netzes von Bibliotheken und deren Organisation. Finanziert wurde die Organisation bis 1959 mit Mitteln des Vereinigten Königreichs, danach von der jamaikanischen Regierung.

## Struktur

### Nationalbibliothek
Die Hauptaufgabe der Nationalbibliothek ist die Sammlung und Erhaltung jamaikanischer Literatur. Die Bibliothek untersteht seit April 2006 dem Ministerium für Kultur, Unterhaltung und Tourismus und wird vollständig staatlich finanziert. Die Hauptstelle befindet sich in Kingston. Der Zugang zu den Beständen ist beschränkt auf wissenschaftliche Arbeiten, eine Genehmigung ist erforderlich.
Bestand
- 40.000 Bücher
- 20.000 Karten und Pläne
- 100 verschiedene Zeitungen (teilweise gesammelt seit 1718)
- 3.600 Musikdatenträger
- 1 Million Meter Film

Seit 2002 verlangt der Legal Deposit Act die Abgabe eines Pflichtexemplars von jedem im Land publizierten Werk.

### Jamaica Library Service

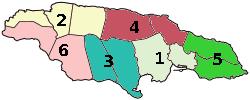
Verwaltungszonen des Jamaica Library Service. 1. Kingston, 2. Montego Bay, 3. Mandeville, 4. St. Ann’s Bay, 5. Port Antonio, 6. Black River

Im Gegensatz zur Nationalbibliothek widmet sich der JLS vor allem der Breitenbildung. Das Hauptquartier des Verbandes befindet sich in Kingston. Jamaika ist in sechs Zonen eingeteilt, jede hat ein eigenes Hauptquartier von der aus der größte Teil der Verwaltungsarbeit geleistet wird. Zusätzlich verfügt jeder Parish über eine eigene Zentralbibliothek. Hauptaufgabe ist die Betreuung kleinerer Bibliotheken, Buchmobile und Schulbibliotheken. Der Service hat sich das Ziel gesetzt schnellstmöglich für jeden der 2,8 Millionen Einwohner des Landes mindestens 1,5 Bücher zur Verfügung zu stellen. Dieses Ziel wurde in den einzelnen Parishes zu 8 bis 44 % erfüllt
Einrichtungen
- 13 Zentralbibliotheken (zu denen auch das Hauptquartier gehört)
- 58 kleinere Einrichtungen
- 58 kleinere Einrichtungen mit Öffnungszeiten von weniger als 40 Stunden in der Woche
- 468 Haltestellen der mobilen Bibliotheken

Hierzu kommen noch einmal rund 500 betreute Schulbibliotheken.

### Hochschulbibliotheken

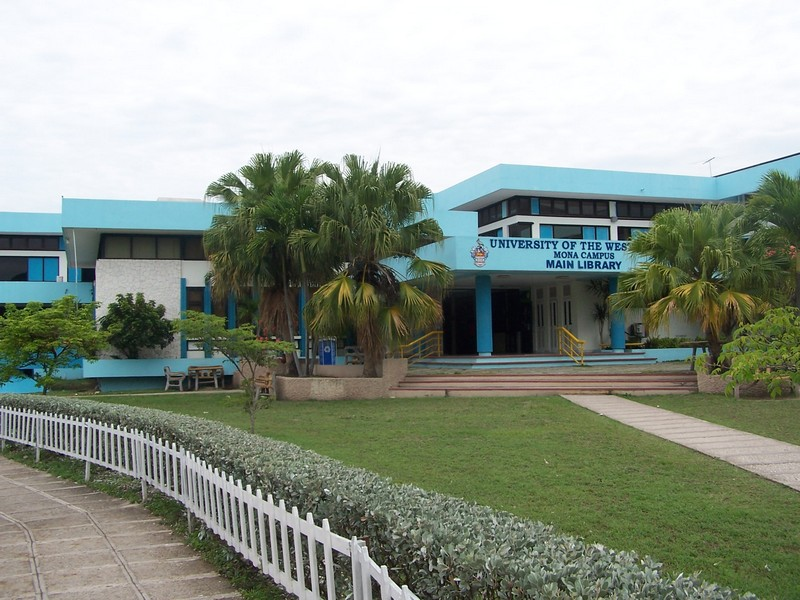
Universitätsbibliothek auf dem Mona Campus, Kingston

Unter den Hochschulen des Landes unterhält die University of the West Indies am Mona Campus die mit Abstand größte Bibliothek. Neben einer allgemeinen wissenschaftlichen Sammlung ist die medizinische Fachbibliothek eine der größten in der Karibik. An den Hochschulen stehen im Gegensatz zu vielen anderen Einrichtungen moderne EDV Systeme zur Bestandssuche zur Verfügung. Lediglich die Nationalbibliothek verfügt über eine vergleichbare Ausstattung. Mit dieser zusammen bilden die Hochschulen das National Information System (NATIS), dessen Hauptaufgabe die Koordination von Fernleihen ist.

### Ausbildung
Die Ausbildung zum Bibliothekar erfolgt vor Ort in den größeren Bibliotheken. Ein genauer Ausbildungsplan existiert nicht, da viele Auszubildende im Vorfeld schon über mehrere Jahre in diesem Bereich gearbeitet haben. Die Ausbildungsdauer kann dementsprechend variieren. Der Jamaica Library Service versucht seit einiger Zeit langjährigen Mitarbeitern einen formalen Abschluss zu ermöglichen. Die University of the Westindies bietet einen Bachelor-Studiengang Bibliothekswesen an.